# Municipio de Pinegrove
El municipio de Pinegrove (en inglés: Pinegrove Township) es un municipio ubicado en el condado de Venango en el estado estadounidense de Pensilvania. En el año 2000 tenía una población de 1.338 habitantes y una densidad poblacional de 14 personas por km².

## Geografía
El municipio de Pinegrove se encuentra ubicado en las coordenadas 41°22′35″N 79°29′29″O / 41.37639, -79.49139.

## Demografía
Según la Oficina del Censo en 2000 los ingresos medios por hogar en la localidad eran de $36,467 y los ingresos medios por familia eran $39,900. Los hombres tenían unos ingresos medios de $32,625 frente a los $24,688 para las mujeres. La renta per cápita para la localidad era de $16,843. Alrededor del 10,6% de la población estaban por debajo del umbral de pobreza.